# Daniel Jones (fonetista)
Daniel Jones (12 de septiembre de 1881 – 4 de diciembre de 1967) fue un fonetista inglés. 
Pupilo de Paul-Édouard Passy, profesor de fonética en el École des Hautes Études en la Sorbonne (París). Daniel Jones es considerado por muchos como el mejor fonetista de principios del siglo XX. 
En 1917 Jones se convirtió en el primer lingüista en usar el término fonema (una familia o grupo de sonidos del lenguaje emparentados acústica o articulatoriamente que no aparecen nunca en el mismo contexto fónico) en su sentido actual, empleándolo en el artículo "The phonetic structure of the Sechuana Language". Jones además produjo la primera edición del English Pronouncing Dictionary, en el que aparece su famoso diagrama de las vocales cardinales.

## Publicaciones
- Jones, D. (1909), "The Pronunciation of English", Cambridge: CUP
- Jones, D. and Kwing Tong Woo (1912), "A Cantonese Phonetic Reader", Londres: University of London Press
- Jones, D. and H.Michaelis (1913), "A Phonetic Dictionary of the English Language"
- Jones, D. and S. Plaatje (1916), "A Sechuana Reader", Londres: ULP
- Jones, D. (1917) "An English Pronouncing Dictionary", Londres: Dent
- Jones, D.(1917), "The phonetic structure of the Sechuana language, Transactions of the Philological Society 1917-20"
- Jones, D.(1918), "An Outline of English Phonetics", Leipzig: Teubner; rpt in Jones (2002).
- Jones, D. and H.S. Perera (1919), "A Colloquial Sinhalese Reader", Mánchester: Manchester University Press
- Jones, D. and M.Trofimov (1923), "The Pronunciation of Russian", Cambridge: CUP
- Jones, D. (2002), Daniel Jones: Collected Works, Vols. 1-8, ed. B. Collins and I.M. Mees, Londres: Routledge.